# Zakaria Tamer
Zakaria Tamer (in arabo زكريا تامر‎?, traslitterato Zakariyyā Tāmir; Damasco, 2 gennaio 1931) è un giornalista e scrittore siriano di racconti in lingua araba.
È uno degli scrittori di racconti più importanti, letti e tradotti nel mondo arabo, nonché il principale autore di storie per bambini in arabo. Lavora anche come giornalista freelance, scrivendo colonne satiriche nei giornali.
Le sue raccolte di storie brevi spesso richiamano alla mente i racconti popolari e sono rinomate da una parte per la loro relativa semplicità, dall'altra per la complessità dei loro molteplici potenziali riferimenti. Spesso taglienti, sono una protesta surreale contro l'oppressione e lo sfruttamento politico e sociale. La maggior parte delle storie di Zakaria Tamer affronta i vicendevoli comportamenti disumani delle persone, e l'oppressione dei poveri da parte dei ricchi e dei deboli da parte dei forti. I problemi politici e sociali del suo paese, la Siria, e del mondo arabo in generale si riflettono nelle storie e nelle scenette, nello stile satirico tipico della sua scrittura.
I suoi primi racconti sono stati pubblicati nel 1957. Da allora, Tamer ha pubblicato undici raccolte di storie brevi, due raccolte di articoli satirici e numerosi libri per bambini. I suoi lavori sono stati tradotti in molte lingue.
Nel 2009 ha vinto il Blue Metropolis Montreal International Literary prize.

## Biografia

### Infanzia e inizio della carriera
Zakaria Tamer è nato nel 1931 nel distretto di Al-Basha a Damasco. È stato costretto a lasciare la scuola all'età di tredici anni, nel 1944, per aiutare a provvedere alla sua famiglia. È stato l'apprendista di un fabbro in una fabbrica a Damasco. Allo stesso tempo, da autodidatta ha passato tantissime ore a leggere svariati libri e si è interessato alla politica. Lo stare a contatto con alcuni intellettuali lo ha incoraggiato a continuare i suoi studi in una scuola serale. Lettore vorace, le sue letture l'hanno spinto a "creare una voce che non era ancora riuscito a trovare", come ha più tardi dichiarato in un'intervista. La sua intenzione era quella di rappresentare nelle sue opere la maggioranza povera di uomini e donne in Siria, con la loro esistenza infelice e limitata.
La sua carriera letteraria è iniziata nel 1957, quando ha pubblicato alcune storie in riviste siriane. Il suo primo manoscritto fu notato da Yūsuf al-Khāl, poeta, critico ed editore della rivista Shi'r ("Poesia"). Al-Khal decise pubblicare queste storie per via della loro unicità nella prosa poetica, e divennero la prima collezione di racconti di Tamer.
La collezione gli ha portato notevole attenzione e buona reputazione tra lettori e critici.

### 1960–1981
A seguito del suo successo letterario ha lasciato il lavoro di fabbro e ha intrapreso una nuova carriera come funzionario governativo, nonché come editore di diverse riviste, tra cui i periodici culturali Al Mawqif al-Adabi e Al Marifah, e la rivista per bambini Usamah.
Ha svolto un ruolo determinante nella creazione della Unione degli Scrittori Siriani nel 1968. È stato eletto membro dell'ufficio esecutivo responsabile della pubblicazione e stampa, ed è stato vice presidente dell'Unione per quattro anni.
Nel 1980 è stato congedato dal periodico Al Marifah, pubblicato dal Ministero della Cultura siriano, per aver pubblicato estratti dal libro Abd al-Rahman al-kawakibi’s, in cui l'autore denunciava la tirannia e invocava la libertà. Per via del congedo Tamer decise di andare a Londra, lasciando così la Siria.

### Dal 1980 in poi
Nel 1981-1982 è stato caporedattore della rivista Al Dustoor per poi diventare redattore della sezione culturale della rivista Al Tadhamon (1983–1988). Successivamente ha ottenuto il ruolo di caporedattore per la rivista Al Naqid (1988–1993), e di nuovo redattore alla cultura per la casa editrice Riyadh Al Rayes.
Ha anche scritto per vari giornali e periodici pubblicati a Londra, tra cui Al-Quds Al-Arabi.
Nel gennaio 2012 Zakaria Tamer ha deciso di avventurarsi su Facebook, creando la pagina المهماز (Al-Mihmaz), che contiene articoli giornalieri che descrivono il suo continuo viaggio letterario nella dimensione politica e culturale. Più recentemente lo scrittore si è concentrato sulla guerra civile siriana.

## Premi
- 2001: Sultan Bin Ali Al Owais Cultural Foundation: Premio per Racconti, Romanzi e Teatro[7]
- 2002: Insignito dell'Ordine al merito siriano[8]
- 2009: Premio Blue Metropolis Montreal International Literary[2]
- 2015: Mahmoud Darwish Award per la Libertà e Creatività[9]

## Temi
Un tema comune nella sua scrittura è che anche il più forte di noi può essere gradualmente spezzato e domato da coloro che esercitano il potere. Quelli che governano, Zakaria Tamer ci dice in molte storie, pur privi di tutte le nobili qualità che dovrebbero essere loro, sanno bene come convincere il popolo a sottostare al loro controllo. Muhammad al-Maghut, un noto critico arabo, una volta lo ha confrontato con Charles Darwin: uno mostrava come gli umani si erano evoluti dalle scimmie, l'altro mostrava come gli umani potevano essere manipolati a diventare scimmie.
Un altro tema importante è la frustrazione sessuale dei giovani nel mondo arabo e il prezzo che viene pagato - in particolare dalle donne - quando i tabù sessuali vengono violati o si pensa che siano stati violati.
Sebbene l'umorismo non sia uno degli ingredienti di queste storie, lo scrittore si concede un occasionale ghigno sardonico per le varie forme di ingiustizia a cui l'uomo è sottoposto dai suoi governanti, dai suoi simili e dalle circostanze di vite racchiuse nella routine di lavoro malpagato e di insoddisfazione. Il mondo di Tamer è orwelliano sebbene inconfondibilmente arabo. La polizia segreta, con le sue brutalità fisiche, è presente in molte delle storie.